# Hệ thống chống bó phanh
Hệ thống chống thắng trượt (ABS, viết tắt của anti-lock braking system, được dịch từ tiếng Đức: Antiblockiersystem) là một hệ thống trên xe hơi và xe máy, giúp cho bánh xe của phương tiện không bị bó cứng trong lúc thắng (phanh trượt), chống lại việc bánh xe bị trượt dài trên mặt đường
Hệ thống ABS được phát minh bởi hãng Robert Bosch GmbH và hiện nay là một hệ thống bắt buộc của xe ở nhiều nước.

## Lịch sử
Hãng Bosch của Đức đã có ý tưởng và phát triển hệ thống này từ thập niên 1930, sau đó đến năm 1978 lần đầu tiên sản xuất được hệ thống ABS điện. Hệ thống ABS áp dụng lần đầu tiên trên xe ô tô là dòng xe S-serie của Mercedes-Benz vào năm 1978 sau đấy thì được áp dụng trên cả những phương tiện khác kể cả mô tô nhưng dựa trên loại má phanh có tính ăn mềm (ăn từ từ, chậm dần).

## Cấu tạo
Hệ thống thắng ABS có các bộ phận chính sau đây:
- ECU điều khiển trượt: Bộ phận này xác định mức trượt giữa bánh xe và mặt đường dựa vào các tín hiệu từ các cảm biến và điều khiển bộ chấp hành của thắng. Gần đây, một số kiểu xe có ECU điều khiển trượt lắp trong bộ chấp hành của thắng.
- Công tắc thắng: báo cho ECU biết khi nào người lái đạp thắng và dừng đạp thắng
- Bộ chấp hành của thắng: Bộ chấp hành của thắng điều khiển áp suất thủy lực của các xilanh ở bánh xe bằng tín hiệu ra của ECU điều khiển trượt.
- Cảm biến tốc độ: Cảm biến tốc độ phát hiện tốc độ của từng bánh xe và truyền tín hiệu đến ECU điều khiển trượt.

Ngoài ra, trên tá-blô điều khiển còn có:
- Đèn báo tá-blô: Đèn báo của ABS, khi ECU phát hiện thấy sự trục trặc ở ABS hoặc hệ thống hỗ trợ thắng, đèn này bật sáng để báo cho người lái. Đèn báo hệ thống thắng, khi đèn này sáng lên đồng thời với đèn báo của ABS, nó báo cho người lái biết rằng có trục trặc ở hệ thống ABS và EBD.
- Công tắc đèn thắng: Công tắc này phát hiện bàn đạp thắng đã được đạp xuống và truyền tín hiệu đến ECU điều khiển trượt. ABS sử dụng tín hiệu của công tắc đèn thắng. Tuy nhiên dù không có tín hiệu công tắc đèn thắng vì công tắc đèn thắng bị hư, việc điều khiển ABS vẫn được thực hiện khi các bố thắng bị bó cứng. Trong trường hợp này, việc điều khiển bắt đầu khi hệ số trượt đã trở nên cao hơn (các bánh xe có xu hướng khoá cứng) so với khi công tắc đèn thắng hoạt động bình thường.
- Cảm biến giảm tốc: Chỉ có ở một số loại xe. Cảm biến giảm tốc cảm nhận mức giảm tốc của xe và truyền tín hiệu đến ECU điều khiển trượt. Bộ ECU đánh giá chính xác các điều kiện của mặt đường bằng các tín hiệu này và sẽ thực hiện các biện pháp điều khiển thích hợp.

## Nguyên lý hoạt động
Đây là một hệ thống sử dụng các cảm biến điện tử để nhận biết một hoặc nhiều bánh bị bó cứng trong quá trình thắng của xe. Hệ thống này giám sát tốc độ của các bánh khi thắng. Khi một hoặc nhiều bố có hiện tượng bó cứng, hệ thống này sẽ điều chỉnh áp lực thắng cho từng bánh, ngăn ngừa vỏ xe trượt – duy trì khả năng điều khiển xe. Thông thường hệ thống máy tính trên xe có trang bị ABS sẽ thay đổi áp lực thắng khoảng 30 lần/giây, giảm áp lực tối đa lên một bánh xe đến khi áp lực bằng 0.
Các thiết bị chống bó cứng thắng ABS hiện đại gồm có: một máy tính, 4 cảm biến tốc độ tại mỗi bánh và các van dầu thắng. Khi CPU nhận thấy một hay nhiều bánh có tốc độ quay chậm hơn mức quy định nào đó so với các bánh còn lại, nó sẽ tự động giảm áp suất tác động lên thắng. Tương tự, nếu một trong các bánh quay quá nhanh, Chíp điện tử cũng tự động tác động lực trở lại, đồng thời tạo độ rung ở bàn đạp thắng để báo cho người lái biết ABS đang hoạt động. Khi hoạt động, ABS nhả – nhấn piston khoảng 15 lần mỗi giây. Nhờ đó trong các tình huống khẩn cấp hệ thống ABS sẽ giúp người lái có thể kiểm soát quá trình chuyển động trong suốt quá trình thắng xe.